# Liste der Herrscher von Bengalen
Diese Liste enthält die Herrscher und Dynastien von Bengalen.

## Pala-Dynastie
- Gopala I. 750–770
- Dharmapala 770–810
- Devapala 810–850
- Vigrahapala I. 850–875
- Narayanapala 875–908
- Rajyapala 908–935
- Gopala II. 935–952
- Vigrahapala II. 952–988
- Mahipala I. 988–1038
- Nayapala 1038–1055
- Vigrahapala III. 1055–1070
- Mahipala II. 1070–1075
- Shurapala 1075–1077
- Ramapala 1077–1120
- Kumarapala 1120–1125
- Gopala III. 1125–1144
- Madanapala 1144–1161

## Sena-Dynastie
- Ballalasena 1161–1178
- Lakshmanasena 1178–1205
- Vishvarupasena 1205–1220
- Keshavarsena 1220–1250

## Ilyas Dynastie
- Bughra Khan 1282–1291
- Kai Ka'us (Kai Kawous) 1291–1298
- Firuz Shah I. 1298–1318
- Bughra 1318–1319 (in Westbengalen)
- Bahadur 1318–1330 (in Ostbengalen, in Westbengalen 1319–1323)
- Ibrahim 1323–1325 (in Westbengalen)
- Azam ul-Mulk 1323–1339 (in Satgaon)
- Bahram Shah 1324–1336 (in Ostbengalen)
- Qadr Khan 1325–1339 (in Westbengalen)
- Mubarrak Shah 1336–1349 (in Ostbengalen)
- Ali Shah 1339–1345 (in Westbengalen)
- Ilyas Shah 1345–1357 (in Westbengalen, in ganz Bengalen von 1352)
- Ghazi Shah 1349–1352 (in Ostbengalen)
- Sikandar I. 1357–1390
- Azam 1369–1410 (in Opposition zu Sikandar I.)
- Hamza 1410–1412
- Bayazid I. 1412–1414
- Firuz II. 1414–1415

## Ganesa Dynastie
- Raja Ganesh 1415–1418
- Mohammed 1418–1431
- Ahmad 1431–1436

## Ilyas Dynastie
- Mahmud I. 1437–1459
- Barbak I. 1459–1474
- Yusuf 1474–1481
- Sikandar II. 1481
- Fath Shah 1481–1486

## Habshis Dynastie
- Barbak II. 1486–1487
- Firuz III. 1487–1489
- Mahmud II. 1489–1490
- Muzaffar 1490–1494

## Husaini Dynastie
- Aladdin Husain 1494–1518
- Nusrat 1518–1533
- Firuz IV. 1533
- Mahmud III. 1533–1538

## Suri-Dynastie
- Sher Shah 1539–1540
- Khidr 1540–1545
- Mohammed Khan 1545–1555
- Bahadur 1555–1561
- Jalal 1561–1564

## Karani (Kararani) Dynastie
- Sulaiman 1564–1572
- Bayazid II. 1572
- Daoud 1572–1576

## Nawabsvon Bengalen
- Murshid Quli Khan 1703–1727
- Suja-ud-Din 1727–1739
- Sarafraj Khan 1739–1740
- Alivardi Khan 1740–1756
- Siraj-ud-Daula 1756–1757
- Mir Jafar 1757–1760
- Mir Qasim 1760–1763
- Mir Jafar (2. Mal) 1763–1765
- Najam-ud-Daula 1765–1766
- Saif-ud-Daula 1766–1770